# Caligus constrictus
Caligus constrictus är en kräftdjursart som beskrevs av Heller 1865. Caligus constrictus ingår i släktet Caligus och familjen Caligidae. Inga underarter finns listade i Catalogue of Life.